# Birni N'Konni
Birni N'Konni est une ville, commune urbaine et chef-lieu du département de Birni N'Konni, dans la région de Tahoua, dans le Sud du Niger.

## Géographie
Birni N'Konni est située à environ 125 km au sud Tahoua et à 417 km à l'est de Niamey. Cette dernière est la capitale du pays. Au sud de la ville, à quelque 6 km se trouve Illéla, une ville de l'Etat de Sokoto au Nigéria.
|        | Illéla            | Tajaé     |
| Alléla | Birni N'Konni     | Tsernaoua |
| Bazaga | Illela ( Nigeria) |           |

## Histoire
Les Konnawas habitants de la région de Birni N'Konni, forment un groupe haoussa vivant aux marches des cités états haoussa, ils sont reconnaissables par des cicatrices particulières. Siège de la chefferie traditionnelle du Canton de Birni N'Konni dont l'origine est antérieure à 1800, la ville est fortifiée par le chef Ibrahim Gourama vers 1823.
Lors de la mission Voulet-Chanoine (1898-1899), à la suite de l'affront du sultan de la ville (refusant de nourrir la troupe des forces armées françaises), la ville est ravagée.

## Population
Lors du dénombrement de la population réalisé en 1929, la localité de Birni N'Konni était la quatrième de la Colonie du Niger avec 4 502 habitants.
La population de la commune urbaine était estimée à 143 530 habitants en 2011,. La population urbaine de la ville de Birni N'Konni est de 63 169 habitants en 2012.

### Quartiers
La zone urbaine compte 9 quartiers dont :
- Fada
- Matan Karawa
- Moun Wadata
- Moun Wadata II
- Rini
- Roumdji
- Sabon Gari
- Tagagia

### Localités
En zone rurale, les localités de plus de 3 000 habitants recensés en 2012 sont :
- Dossey
- Massalata
- Dibissou
- Tcherassa Goune
- Talle Alforma
- Tcherassa Mangou
- Cheta
- Doli

## Économie
L'activité principale de la population de Birni N'Konni est l'agriculture, ensuite le commerce et l'élevage. Favorisé par sa proximité avec le Nigeria, son voisin le plus actif économiquement, cette localité utilise le Franc CFA comme monnaie d'échange principale mais l'on retrouve également le Naira qui est propre au Nigéria.

### Transport et communication
Route trans-sahélienne Dakar (Sénégal) — N'Djamena (Tchad) passe par Birni N'Konni. La ville se trouve sur la route N1, le grand axe ouest-est Niamey–Dosso–Maradi–Zinder-Diffa- N'Guigmi. Elle est également reliée au réseau routier nigérian.
Le principal moyen de transport utilisé par la population  de ce département est le taxi de brousse. Dans le chef-lieu  du département, les taxi-motos et les engins à trois roues localement appelés (Adaidaita) assurent les déplacements de la population.

## Cultes
La paroisse catholique Notre Dame du Dialogue de Birni N'Konni, fondée en 1988 relève du diocèse de Maradi.